# Dagobert iz Pise
Dagobert (tudi Daimbert, Diabertus, Daiberto Lanfranchi), nadškof iz Pise in prvi latinski jeruzalemski patriarh, † 1107.
Dagobert je prišel v Sveto deželo leta 1100 z ladjevjem iz Pise, ki je prišlo na pomoč obleganim mestom ob sredozemski obali. Na pot ga je poslal papež Pashal II., da bi zamenjal začasnega patriarha, normanskega duhovnika Arnulfa. Dagobert je želel, da bi bilo Jeruzalemsko kraljestvo teokratska država s papežem na čelu, patriarh pa bi bil papežev namestnik. Prvi jeruzalemski vladar Godfrej Boulonjski je papežu obljubil, da mu bo vrnil krono, ko bo osvojil Egipt. Godfrej je namreč pričakoval, da bo v Egiptu ustanovil svoje posvetno kraljestvo, ki bi mu nadomestilo Jeruzalem. Do invazije na Egipt nikoli ni prišlo, Godfrej pa je kmalu za tem, ko je Dagobert oblegal Jaffo, umrl. Po Godfrejevi smrti je Dagobert zahteval Jeruzalem zase, jeruzalemsko plemstvo pa je izkoristilo njegovo odsotnost in za novega kralja proglasilo Godfrejevega brata Baldvina Boulonjskega. Po vrnitvi je Dagobert v Betlehemu proti svoji volji Baldvina okronal za kralja. Kronanje v Jeruzalemu je Dagobert  zavrnil. 
Novi kralj Baldvin je bil z Dagobertom v stalnih sporih. Ko je leta 1102 Dagobert odšel v Rim poročat papežu, ga je Baldvin zamenjal z bolj popustljivim patriarhom, nižjim duhovnikom Ehremarjem. Po vrnitvi je Dagobert Ehremarja takoj odstavil.
Dagobert je ostal jeruzalemski patriarh vse do svoje smrti leta 1107. Nasledil ga je Gibelin Arleški.
Na Dagobertovo udeležbo v križarski vojni spominja cerkev Svetega groba v Pisi.
| Predhodnik: Arnulf Chocqueški, Ehremar | Latinski patriarh Jeruzalema 1099–1102, 1102-1107 | Naslednik: Ehremar, Gibelin Arleški |

1. ↑  https://www.biografiasyvidas.com/biografia/d/daimberto.htm
2. ↑  BeWeb